# Josef Rubáš
Josef Rubáš (* 1. März 1982) ist ein tschechischer Badmintonspieler und Gedichtautor.

## Karriere
Josef Rubáš wurde 2001 tschechischer Juniorenmeister im Mixed gemeinsam mit Pavla Křížková. Erst elf Jahre später gewann er seinen ersten Titel bei den Erwachsenen, diesmal im Herrendoppel mit Jaroslav Sobota.

## Sportliche Erfolge
| Saison | Veranstaltung                                   | Disziplin    | Platz | Name                          |
| ------ | ----------------------------------------------- | ------------ | ----- | ----------------------------- |
| 2001   | Tschechische Einzelmeisterschaften der Junioren | Mixed        | 1     | Josef Rubáš / Pavla Křížková  |
| 2012   | Tschechische Einzelmeisterschaften              | Herrendoppel | 1     | Josef Rubáš / Jaroslav Sobota |

## Literarische Werke
- 3 x 3 je medvěd
- Laila
- Tři krát tři je medvěd - Výběr básniček z devíti let 1999-2008